# Ema Destinnová
Emilie Paulina Jindřiška Kittlová, známá pod pseudonymem Ema Destinnová, resp. Emmy Destinn (26. února 1878 Praha-Nové Město – 28. ledna nebo 29. ledna 1930 České Budějovice), byla světoznámá česká operní pěvkyně a všestranně vzdělaná osobnost.
Ve svých 20 letech byla sice odmítnuta v Národním divadle v Praze, kariéru však úspěšně zahájila v témže roce v Berlíně. Po deseti letech získala angažmá v Metropolitní opeře v New Yorku, kde v mnoha představeních zpívala společně například s Enrico Carusem.

## Život
Emilie Kittlová se narodila v Praze jako druhá nejstarší dcera z pěti dětí důlního podnikatele, majitele realit a kulturního mecenáše Emanuela Kittla (1844–1910) a operní pěvkyně Jindřišky, rozené Šrutové (1859–1898). Byla umělecky velmi nadaná: malovala, psala, učila se hře na housle u profesora Ferdinanda Lachnera a v osmi letech měla svůj první houslový koncert. Ve 13 letech v Praze začala navštěvovat hodiny zpěvu u profesorky Marie Loewe–Destinnové (1837–1921) Jméno své učitelky si zvolila za umělecký pseudonym. Mimo to Ema studovala herectví v dramatické škole při Národním divadle v Praze. Její celoživotní nenaplněnou láskou byl první profesionální cyklista českých zemí, několikanásobný šampion a jeden z nejpopulárnějších sportovců na konci 19. století Jindřich Vodílek.

### Operní dráha
Debutovala roku 1897 v drážďanské dvorní opeře v roli Santuzzy v opeře Sedlák kavalír. Úspěch jejího debutu byl tak obrovský, že byla okamžitě přijata k pětileté spolupráci v berlínské Státní opeře Pod lipami.
Již v roce 1898 úspěšně vystoupila na scéně berlínské Krollovy opery, opět jako Santuzza v opeře Sedlák kavalír. V roce 1901 zpívala Destinnová na Wagnerovských operních slavnostech v Bayreuthu (Bayreuther Festspiele neboli Richard-Wagner-Festspiele) v roli Senty v opeře Bludný Holanďan a byla bouřlivě oslavována. Roku 1904 zpívala v premiéře Leoncavallovy opery Roland z Berlína, ve stejném roce v německé premiéře Smetanova Dalibora. V roce 1906 zpívala v Berlíně v opeře Salome od Richarda Strausse. Následovaly výstupy v dalších rolích jako Carmen, Valentina, Mignon, Elisabeth, Selika a Destinnová se stala primadonou Německé opery v Berlíně, v níž vystoupila v padesáti úlohách během deseti let.
Roku 1905 debutovala v londýnském operním domě Covent Garden v titulní roli Pucciniho Madam Butterfly. Zpívala i další role, např. roku 1909 v premiéře opery Tess od d’Erlangera. V Londýně působila až do roku 1914 a znovu od roku 1919.
Po úspěšných hostováních ve Vídni, Londýně, Praze a Paříži byla v roce 1908 pozvána také do newyorské Metropolitní opery. O rok později tam ztvárnila Mařenku ve Smetanově Prodané nevěstě, o jejíž uvedení v MET se sama zasloužila. Premiéru dne 19. února 1909 dirigoval Gustav Mahler. Opera byla uvedena v němčině v překladu Maxe Broda.. Roku 1910 Lízu v premiéře Čajkovského Pikové dámy, roku 1908 Marthu v opeře Nížina, 1909 titulní roli v La Wally A. Catalaniho. Zde zpívala 10. prosince 1910 v premiéře Pucciniho opery Děvče ze zlatého Západu (La fanciulla del West) roli Minnie po boku jednoho z nejslavnějších tenorů všech dob Enrica Carusa.
Jenom v Národním divadle v Praze, když v něm roku 1900 odzpívala tři vystoupení, se jí nedostalo žádného ohlasu ani uznání. Jedno z jejích angažmá v Praze bylo z politických důvodů přerušeno.
Stále častěji vystupovala také v jiných divadlech v Praze, hostovala tam celkem 86krát, z toho v roce 1908 nadšeně oslavována konečně i v Národním divadle. Jeho čestným členem byla prohlášena ve stejném roce.
Krátce nato byla vyznamenána titulem komorní zpěvačka při pruském císařském dvoře. Roku 1914 zakoupil její přítel Dinh Gilly za její peníze zámek ve Stráži nad Nežárkou, její útočiště až do konce života.
O rok později odjela koncertovat do Ameriky. Její cesta skýtala odboji skvělou možnost, jak dopravit za hranice důležité informace. Když se v roce 1915 z Ameriky vrátila do Čech, čekala ji na hranicích c. k. rakouská policie, Destinnové se ale podařilo proklouznout do vlasti. Od té doby ale byla pod soustavným dohledem a měla přísný zákaz vycestovat za hranice Rakouska. Uchýlila se na svůj zámek ve Stráži nad Nežárkou. V listopadu 1915 se vypravila do Spojených států a vezla s sebou poselství od Maffie, měla ho předat v Haagu spojce, ale nikdo se k ní nepřihlásil, předala vzkazy až krajanům v Chicagu. 
V posledním roce první světové války (1918) se Destinnová opět vrátila na české scény a všude slavila úspěchy. Na konci koncertů zpívala českou národní hymnu Kde domov můj, čímž vyjadřovala na svých vystoupeních národní manifest.

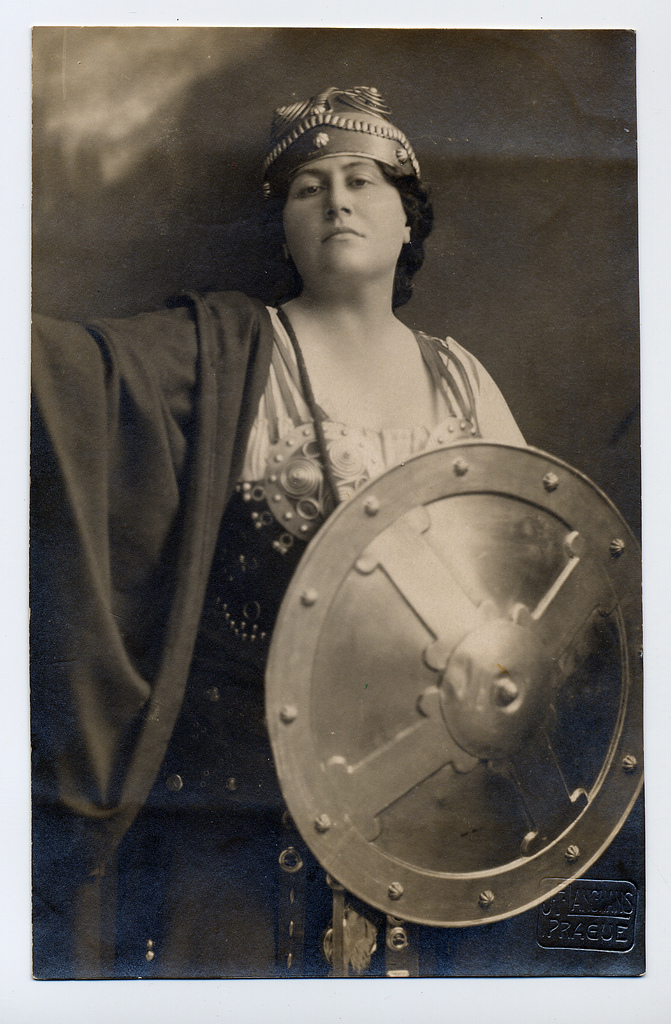
Ema Destinnová jako Šárka ve stejnojmenné opeře Zdeňka Fibicha na fotografii Jana Nepomuka Langhanse
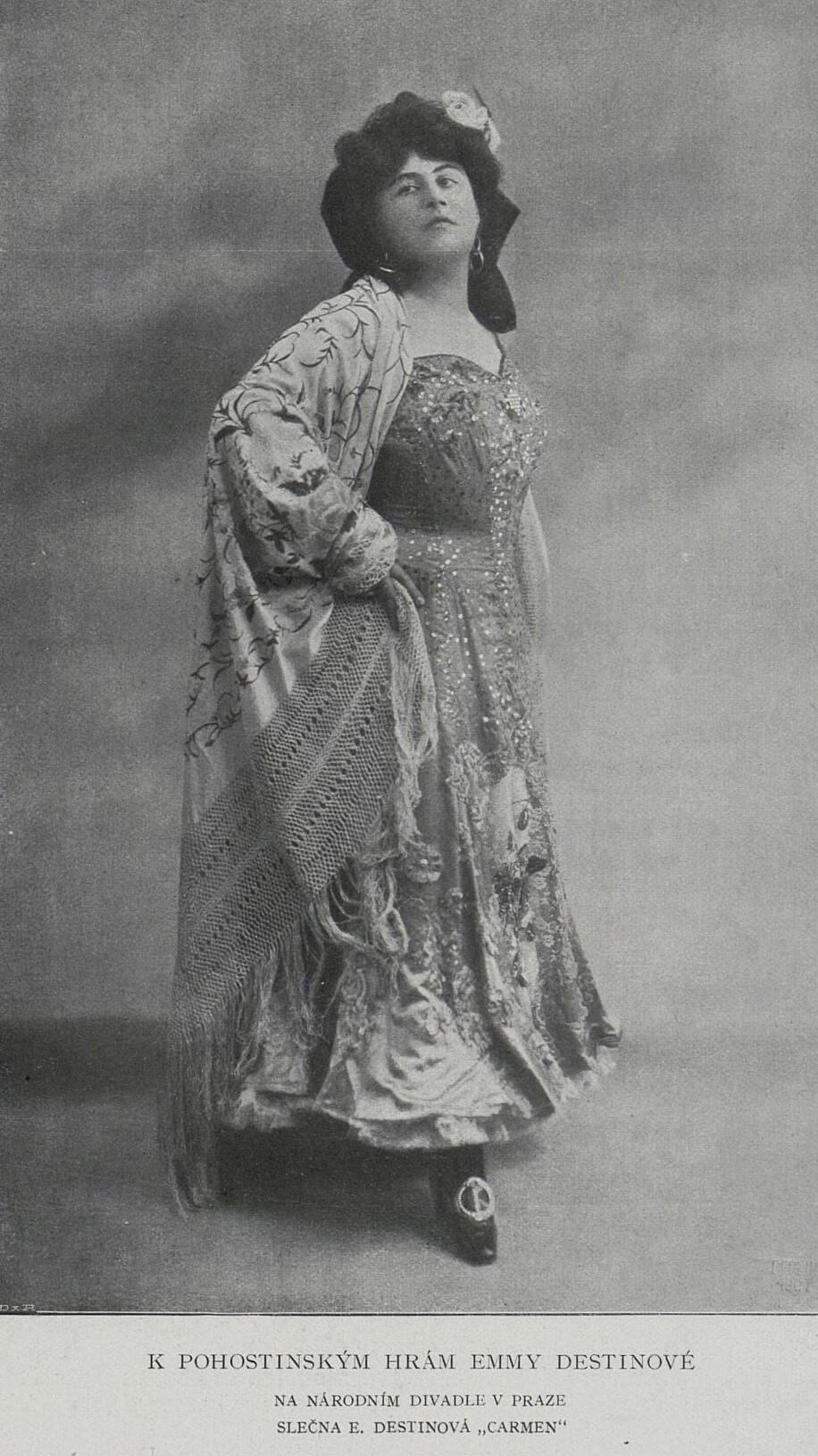
Ema Destinnová jako Carmen (1907)
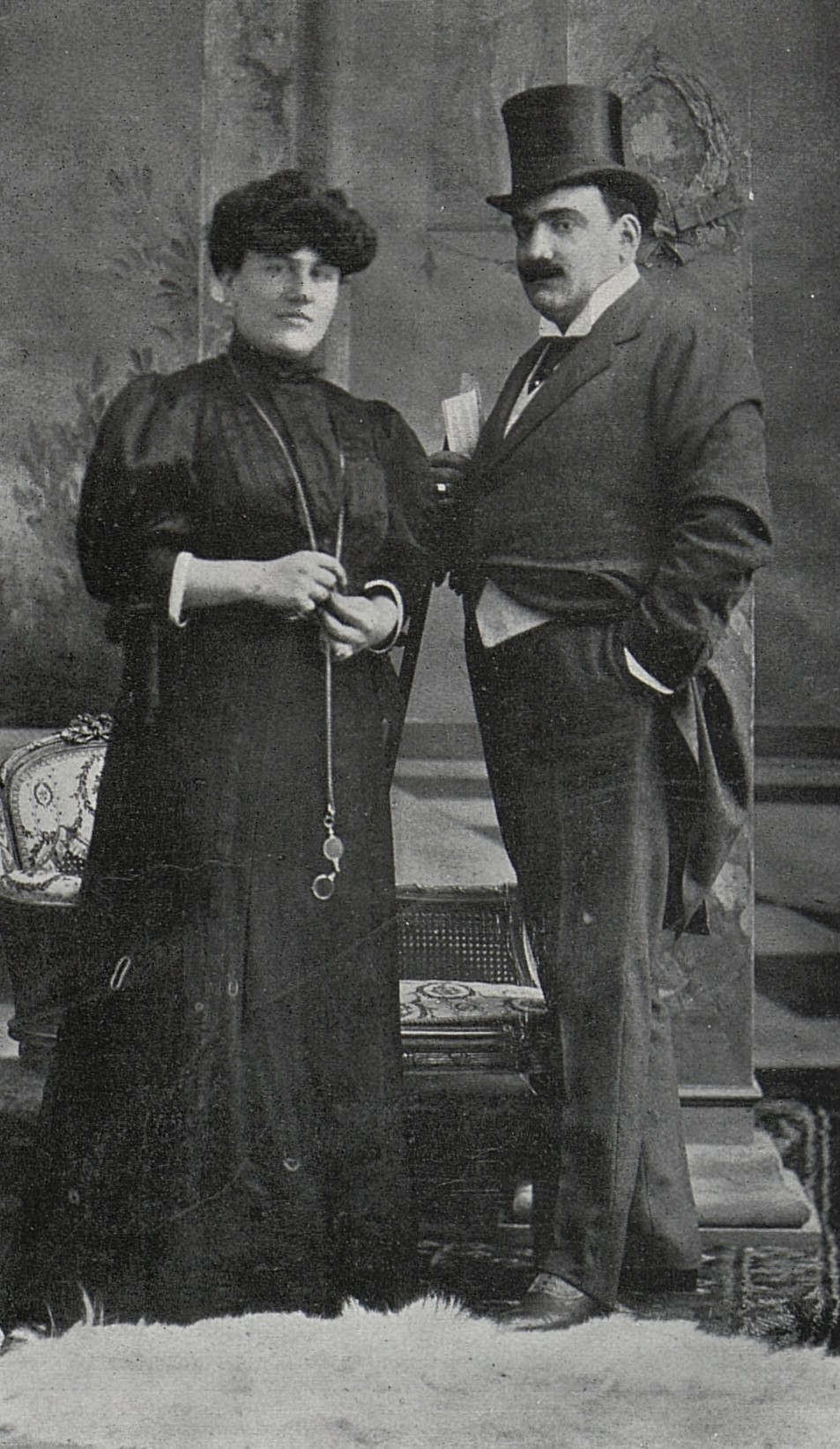
Ema Destinnová a Enrico Caruso (1907)

### Závěr kariéry

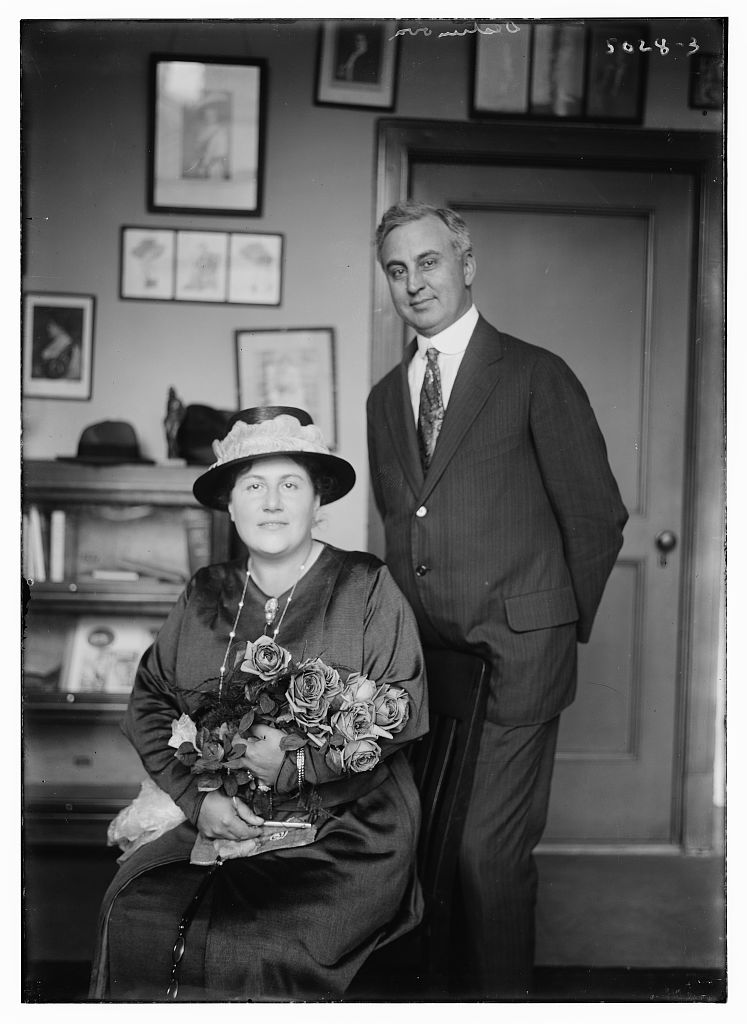
Ema Destinnová

Po první světové válce na světových operních scénách nastoupila mladá generace, a pro Destinnovou zůstala jen pohostinská vystoupení; v Londýně na festivalu československé hudby jedenáctkrát hostovala v Královské opeře Covent Garden. V sezóně 1919–1920 opět hostovala v newyorské Metropolitní opeře, již pod jménem Emmy Destinn. Nejčastěji vystupovala v Československu.
V roce 1923 se provdala za důstojníka československého letectva Josefa Halsbacha. Těžce onemocněla, ale včasná operace jí zachránila život. V roce 1925 podnikla krátké turné po Jugoslávii a vystoupila v Bratislavě. Téhož roku ji na zámku ve Stráži navštívil i T. G. Masaryk.
Roku 1926 se začala loučit s operní i koncertní kariérou. Poslední pražský koncert v Lucerně a turné po 20 městech Československa. V roce 1928, u příležitostí 10. výročí vzniku Československé republiky, zpívala svůj poslední koncert v Londýně. Pro značnou obezitu a nepohyblivost se stáhla do ústraní na svůj zámek ve Stráži nad Nežárkou a jen příležitostně zpívala na koncertech. „Není ničeho horšího, než když se musíte dívat na starou ženu na jevišti,“ bylo její krédo, které ji přimělo k dobrovolnému odchodu ze scény. Sbírala starožitnosti a částečně se věnovala vyučování zpěvu. Vinou špatného hospodaření svého i svého manžela se zadlužila.

## Úmrtí
28. ledna 1930 podstoupila v Českých Budějovicích operaci očí, během níž došlo k prudkému zhoršení jejího zdravotního stavu, patrně v důsledku mozkové mrtvice. Oční lékař ji obratem dopravil do nemocnice, kde jí však už nedokázali pomoci. Na její poslední cestě na hřbitov českých velikánů na Vyšehradě se s ní přišlo rozloučit velké množství lidí.

## Národní oslavy a ocenění
To stávala Destinnová, měníc knížecí dceru Krokovu opět v neohroženou vlastenku a v část toho zbožně jásajícího množství, uprostřed ostatních zpěváků v popředí jeviště a svým líbezným hlasem pěla s námi všemi prostá slova Tylova i melodii Škroupovu, při čemž nám všem vírou, nadějí i láskou srdce usedala. S těmi nejvzrušenějšíni chvílemi našeho domácího odboje, s těmi květnovými divadelními slavnostmi roku osmnáctého, s tím vším, co bylo tehdy tak svaté, co je dnes tak zevšedňováno stranickými hádkami a co bude v budoucnu kus naší národní nesmrtelnosti – s tím vším je navždy spojen i ten sladký, stříbrný hlas největší české pěvkyně i ta památka toho horoucího srdce českého…
Jaroslav Kvapil 
V Československu byla oslavována a ctěna jako národní hrdinka. Její soprán platil za vzor čisté krásy. S neobyčejnou sílou a škálou výrazu bravurně zvládla repertoár více než 80 velkých operních rolí.

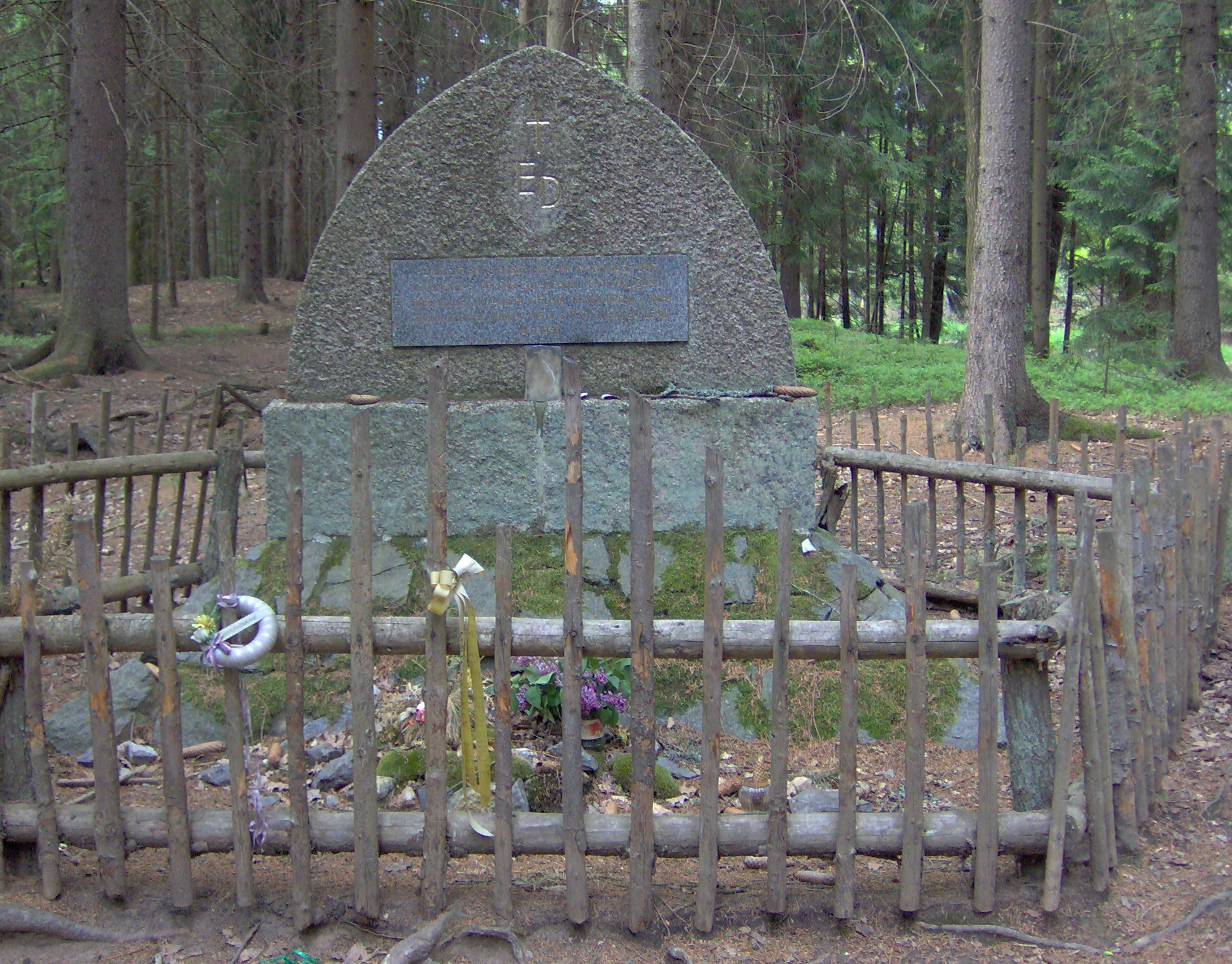
Pomník Emy Destinnové poblíž Stříbřece
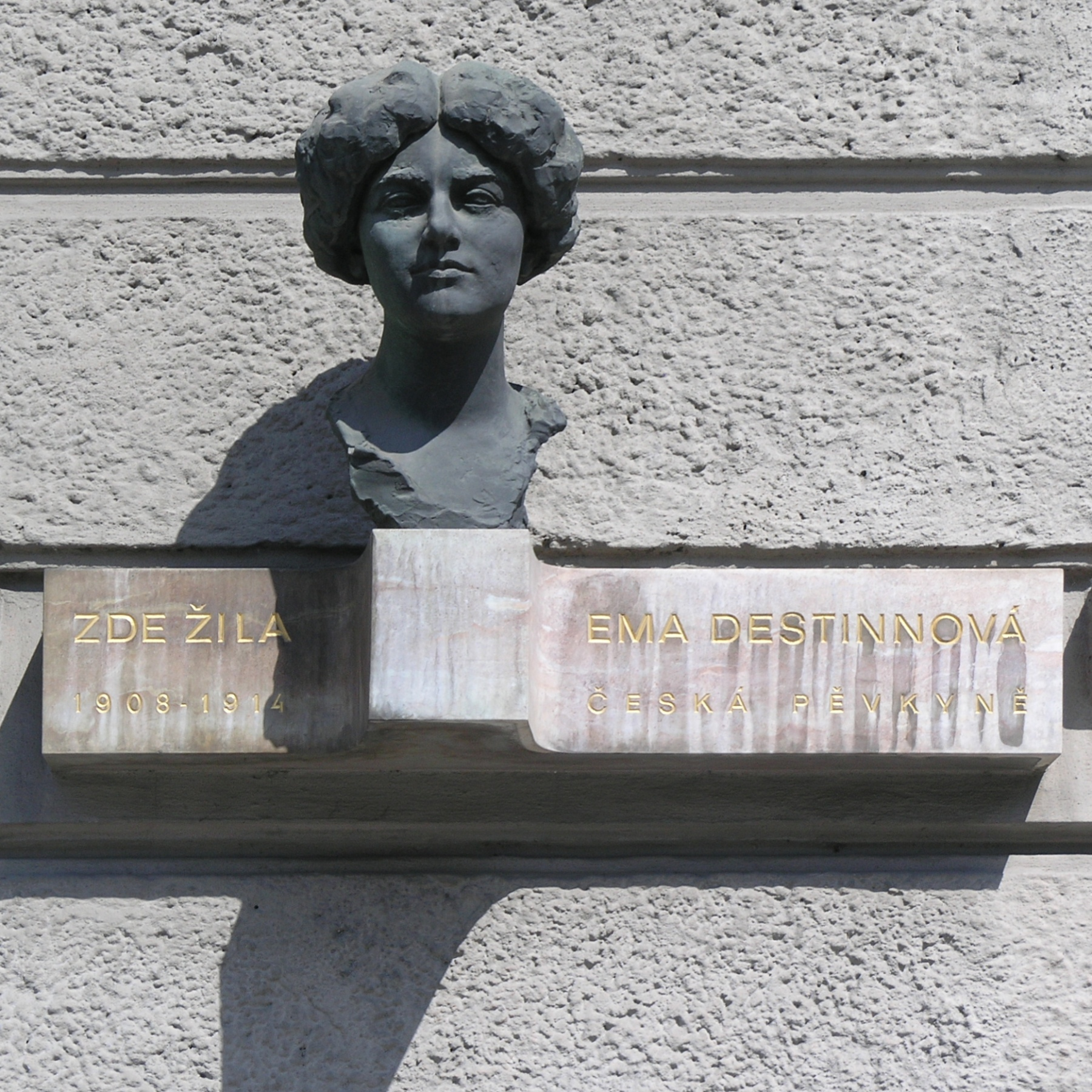
Deska a busta na Kaiserštejnském paláci v Praze (Malostranské náměstí 37/23)

## Dílo
Ema Destinnová zkomponovala několik písní a napsala několik básní a románů. Byla vynikající interpretkou díla Wolfganga Amadea Mozarta, Richarda Wagnera a italské operní hudby, ale zářila rovněž v dílech Smetany a Zdeňka Fibicha.

### Příspěvky v tisku
Emma Destinnová přispívala do řady deníků a časopisů, např. Zlatá Praha, Národní listy, Volné směry a dalších.
Podle některých zdrojů též publikovala básně a beletrii v časopise Lumír pod pseudonymem Vít Kárník. Lexikon české literatury však tento pseudonym ani její příspěvky do tohoto časopisu neuvádí. Příspěvky v Lumíru z let 1915–1916 podepsané Vít Kárník jsou prozaické.

### Básnické sbírky
- Květy sněhu
- Der Galante Abbé (zhudebnil Leo Blech, Berlín 1907)

### Romány
- Dr. Casanova
- Kněžna Libuše, Praha 1910
- Ve stínu modré růže, Praha 1921

### Překlady
- Radúz a Mahulena (do němčiny)
- Libreto Psohlavci pro Karla Kovařovice

### Drama
- Nadarmo (divadelní hra, jež byla uvedena ve Švandově divadle)

### Hudební nosiče
- CD 4925 E. Destinnová – Arias and songs 1901–1909
- CD 5806 E. Destinnová – Arias and songs 1910–1921
- CD 5807 E. Destinnová – Arias and songs 1901
- LP 1701 E. Destinnová – Český repertoár

## Sbírka starožitností

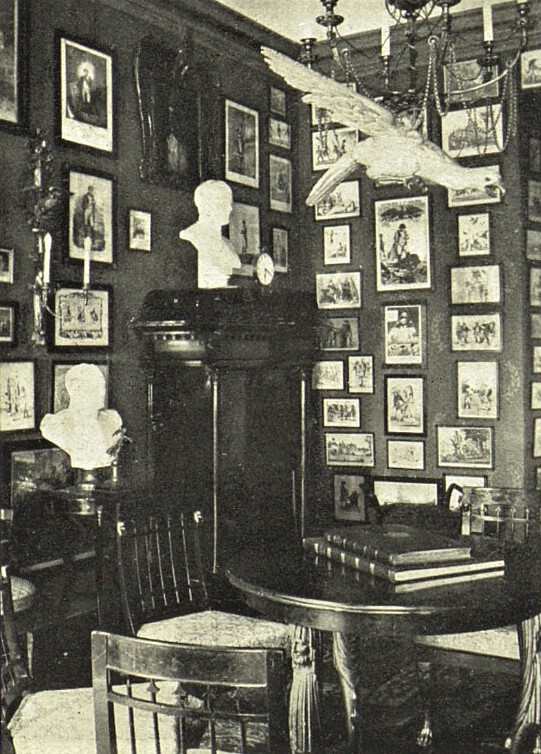
Zámek Stráž nad Nežárkou v roce 1916, napoleonský pokoj

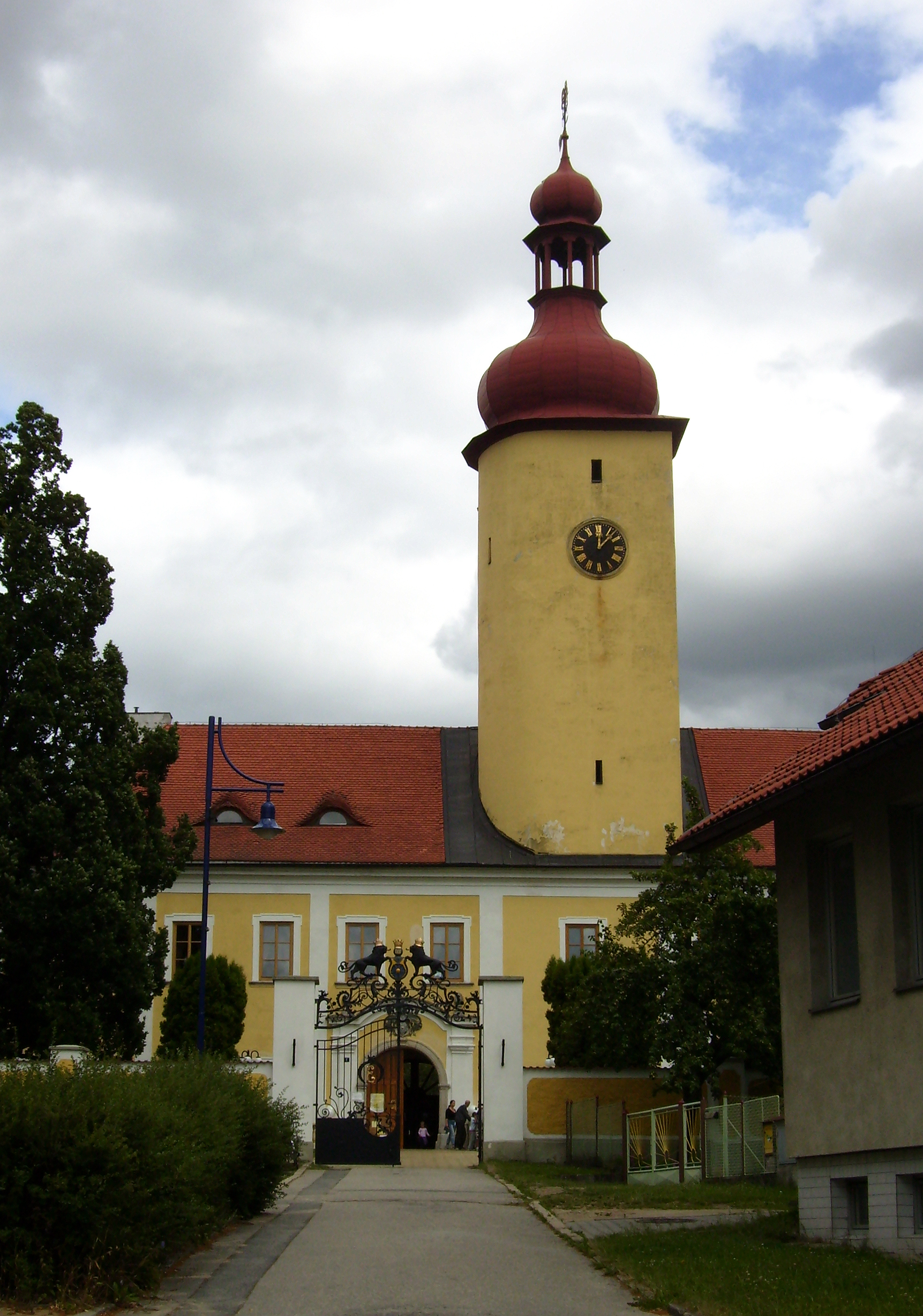
Zámek ve Stráži nad Nežárkou

Zařízení interiérů zámku ve Stráži nad Nežárkou s velkou sbírkou starožitností a kuriozit Emy Destinnové bylo rozptýleno; z větší části bylo rozprodáváno na úhradu dluhů, již od roku 1923. Soukromým sběratelům pak rovněž prostřednictvím zpěvaččiny komorné.
- Muzeum v Jindřichově Hradci získalo zařízení ložnice, nábytek loveckého pokoje, nádobí, divadelní rekvizity, konvolut fotografií a písemné pozůstalosti, které z větší části vystavuje ve stálé expozici.
- Národní muzeum v Praze spravuje ve svých fondech největší soubor památek na Emmu Destinnovou:
  - V Historickém muzeu je uložena část její pozůstalosti (v divadelním oddělení a v oddělení starších českých dějin): kostýmy, šperky, umělecké předměty, korespondence, programy, plakáty, vlastní literární díla; část předmětů vykoupilo Národní muzeum ještě za jejího života.
  - V Knihovně Národního muzea je uložena menší část z její původně velké knihovny.
  - V Českém muzeu hudby je uložen rozsáhlý soubor korespondence, různých písemností, fotografií, dobových gramofonových desek a hudebnin.
- Na trhu se starožitnostmi se dodnes objevuje množství údajných, většinou falešných osobních předmětů Emy Destinnové. Obchodníci využívají její slavné jméno i fakt, že zámecké sbírky nebyly v roce 1930 inventarizovány. Pěvkyně byla též ctitelkou císaře Francouzů Napoleona I. a sběratelkou napoleonik, jejichž sbírce byl na zámku ve Stráži nad Nežárkou vyhrazen napoleonský pokoj.[15]

## Inspirace v umění

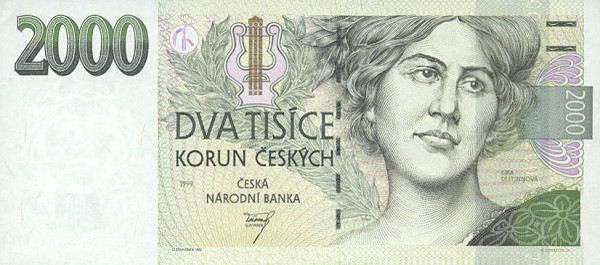
Ema Destinnová na české bankovce nominální hodnoty 2000Kč

- Mladá Ema Kittlová vystupuje ve čtvrtém dílu pentalogie Vladimíra Neffa o rodinách Bornů a Nedobylů Veselá vdova; v televizním seriálu Zlá krev (1986) ji představovala Libuše Šafránková
- Božidara Turzonovová představovala Emu Destinnovou ve filmu režiséra Jiřího Krejčíka Božská Ema (1979)
- Portrét Emy Destinnové od Oldřicha Kulhánka je na bankovce 2 000 Kč, která je v oběhu od 1. října 1996 (další verze bankovky se liší ochrannými prvky)[16]

## Zajímavost
Destinnová patřila mezi osoby, které se nechaly tetovat; na svém těle měla vytetované hady.